# Црвена река
Црвена река (кин: 红河, 紅河, Hóng Hé, виј. Sông Hồng или Hồng Hà) је река на југу Кине и на северу Вијетнама. Извире у кинеској провинцији Јунан, а улива се у Тонкиншки залив. Дуга је 1.149 km, од чега 639 km тече кроз Кину, а 510 кроз Вијетнам.
Река је добила име по црвенкастосмеђем муљу који носи са собом. Црвена река често плави своје обале познате по гајењу пиринча.
Најзначајнији град на Црвеној реци је Ханој.